# Председнички избори у САД 1900.
Председнички избори у САД 1900. су били 29. председнички избори по редоследу, и одржани су у уторак 6. новембра. У реваншу председничких избора из 1896., актуелни републикански председник Вилијам Макинли је победио кандидата Демократске странке Вилијама Џенингса Брајана. Макинли је био први председник који је освојио други узастопни мандат још од Јулисиза С. Гранта који је то урадио на председничким изборима 1872. (Гровер Кливленд је служио два мандата, али нису били узастопни)